# Rue Léon
La rue Léon est une voie publique du 18e arrondissement de Paris. 

## Situation et accès
Elle traverse du nord au sud le quartier de la Goutte-d'Or.

## Origine du nom
Elle porte le nom d'un propriétaire.

## Historique
La rue Léon est ouverte sur la commune de La Chapelle entre la rue Cavé et la rue d'Oran. Elle était prolongée au sud par le passage Fauvet qui a été renommé ensuite passage Léon (à l'emplacement de l'actuel square Léon).
En 1859, la commune de La Chapelle est rattachée à Paris et, en 1863, la rue Léon est officiellement classée dans la voirie parisienne.
La rue est prolongée jusqu'à la rue Marcadet en 1906 en absorbant la cité Marcadet, ce qui explique le changement d'axe de la voie à partir de la rue d'Oran. La cité Marcadet partait de la rue Marcadet et finissait en impasse au niveau de l'actuel no 43 de la rue Léon, qui était autrefois le no 18 de la cité Marcadet. Les nos 51, 53, 55 et 57 étaient autrefois les nos 2, 4, 6 et 8 de la cité Marcadet.
La rue Léon est prolongée jusqu'à la rue Ordener en 1925.

## Bâtiments remarquables et lieux de mémoire
Axe culturel de ce quartier-monde, cette rue animée par (entre autres) le théâtre Lavoir moderne parisien et l'Olympic Café organise l'été son festival, rue Léon, avec des animations autour des cultures africaines et des repas de rue.
Située au no 35, le Lavoir moderne parisien est à l'origine un véritable lavoir. Émile Zola le décrit dans L'Assommoir comme un « immense hangar, à plafond plat, à poutres apparentes, monté sur des piliers de fonte, fermé par de large fenêtres claires ». Fonctionnant de 1870 à 1953, il est abandonné une quinzaine d'années puis est transforme en théâtre. En 2020, il est préempté par la ville de Paris afin d'être réhabilité.
Une web-tv locale nommée rueleon.tv réalise des reportages sur la vie culturelle du quartier.
Le centre de préfiguration de l'Institut des cultures d'Islam propose des expositions, des débats, etc., au 19-23, rue Léon.